# Грацианский, Николай Павлович
Никола́й Па́влович Грациа́нский (19 сентября (1 октября) 1886, село Ерлино, Скопинского уезда Рязанской губернии, — 4 ноября 1945, железнодорожная платформа Рассудово, Московская область) — русский и советский историк-медиевист.
Доктор исторических наук (1938), профессор.

## Биография
Из семьи священника. В возрасте десяти лет его отдали в Скопинское духовное училище, а затем он продолжил учебу в Рязанской духовной семинарии. В 1906 году поступил на историко-филологический факультет Казанского университета. Увлечение историей средневековья возникло у Грацианского под влиянием профессора В. К. Пискорского. Его студенческая работа в 1908 году была награждена историко-филологическим факультетом золотой медалью, впоследствии была напечатана под названием «Парижские ремесленные цехи в XIII—XIV столетиях».
В 1910 году Грацианский завершил высшее образование, получив диплом 1-й степени. С осени того же года был преподавателем истории Средних веков на Казанских высших женских историко-филологических курсах. Грацианский был оставлен на два года при кафедре всеобщей истории Казанского университета (специально по отделу Средневековья) с 1 января 1911 года. В 1914 году Грацианский сдал магистерские экзамены и 17 июня того же года был принят в число приват-доцентов университета. Во время гражданской войны продолжал преподавать в Казанском университете, а 10 августа 1921 года был утверждён профессором.
В начале октября 1922 года приехал в Москву. Первоначально он преподавал на Пречистенских курсах. В 1923 г. получил должность профессора кафедры всеобщей истории на педагогическом факультете 2-го МГУ. В апреле 1923 года Грацианского избрали действительным членом Института истории РАНИОН, он работал в институте до его ликвидации 1 сентября 1929 года, а затем около года в Институте истории при Коммунистической академии. Затем работал профессором на западном отделении в Высшем педагогическом институте, выделившимся из 2-го МГУ, но отделение института было вскоре ликвидировано. Читал небольшие курсы по истории техники в различных втузах Москвы. До 1932 года также преподавал в Калининском пединституте.
После расширения преподавания истории в 1934 году стал преподавателем в двух педагогических институтах: Московском государственном и Городском, причем в обоих его утвердили заведующим кафедрой истории средних веков. Читал лекции в МИФЛИ, а также в Институте красной профессуры. В 1935 году опубликовал свой крупнейший труд «Бургундская деревня в X—XII столетиях», который подвергся критике за применение немарксистских методов исследования.
23 февраля 1938 года по представлению Ученого совета МГПИ Аттестационная комиссия Всесоюзного комитета по делам высшей школы при СНК СССР утвердила его в степени доктора исторических наук без защиты диссертации. В том же году руководство МГУ пригласило Грацианского на кафедру истории Средних веков. В предвоенное время получила острое политическое звучание его статья «Немецкий Drang nach Osten в фашистской историографии». К концу 1942 года он подготовил монографию «Борьба славян и народов Прибалтики с немецкой агрессией в средние века», которая была напечатана в сокращенном виде в 1943 году.
Трагически погиб: убит двумя выстрелами 4 ноября 1945 года, когда он шёл от железнодорожной платформы Рассудово на свою дачу. Преступление осталось нераскрытым.
Похоронен в Москве, на Введенском кладбище (25 уч.).

## Научная деятельность
Многочисленные работы Н. П. Грацианского посвящены исследованию аграрной истории раннего средневековья, истории древних германцев и западных славян, анализу варварских правд (в 1913 вышло издание Салической правды в его переводе).
Вместе с А. Г. Муравьевым перевёл исторический памятник «Салическая Правда», правовой кодекс, отражавший процессы, сопровождавшие переход франкского общества в начальную стадию феодализма. Оригинал был составлен на варварской латыни и перевод источника на русский язык потребовал значительных усилий. Кроме того, Грацианский составил краткие комментарии к источнику и написал введение. Впоследствии учёный вернулся к переводу, подготовил новую редакцию в 1941 году, но опубликована она была только после его смерти.
Свои взгляды автор наиболее полно изложил в капитальном исследовании «Бургундская деревня в X—XII столетиях», посвящённом аграрным отношениям в средневековой Бургундии, присоединенной в VI веке к франкской монархии и в XI веке разделенной на два крупных феодальных владения: королевство Бургундия и герцогство Бургундское.
Занимаясь этой темой, Грацианский проанализировал массу материала. Исследование основывалось на изучении десятков тысяч дарственных грамот и иных документов, объём которых составлял в общей сложности около 30 томов. Применив разнообразные комбинации приемов качественного анализа грамот, историк извлекал нужные сведения и выстраивал их в стройную систему, позволяющую уяснить особенности среды, в которой столкнулись римские порядки с германскими, причем влияние первых оказалось сильнее. Исследование разрушило ряд постулатов вотчинной теории, которая односторонне изображала тот период эпохой безраздельного господства феодальных владений, а некогда свободное крестьянство поголовно закрепощенным.
Наряду с А. Д. Удальцовым, одним из первых в СССР выступил с острой критикой концепции А. Допша; разоблачал фашистскую фальсификацию истории.

## Награды
- Орден Трудового Красного Знамени;
- медаль «За оборону Москвы».

## Публикации
- Парижские ремесленные цехи в XIII—XIV столетиях. Казань, 1911.
- Крепостное крестьянство на поместьях аббатства св. Германа в начале IX ст. (по данным полиптика аббата Ирминона). Харьков, 1913.
- Салическая Правда. Русский перевод Lex Salica Н. П. Грацианского и А. Г. Муравьева. С введением Н. П. Грацианского. Казань, 1913.
- Рабочие и крестьянские движения в средние века / серия «революционные движения» под ред. проф. И. Н. Бороздина (М.: изд-во тов-ва «Мир». 1924) Архивная копия от 22 февраля 2014 на Wayback Machine
- Салическая Правда Архивная копия от 22 декабря 2010 на Wayback Machine, перевод Н. П. Грацианского, под редакцией В. Ф. Семенова, М., 1950.
- К критике «Capitulare de villis» — Известия Общества археологии, истории и этнографии. Казань, 1913, Т. 30, Вып. 2,
- Памяти М. М. Хвостова. // Известия общества археологии, истории и этнографии при Казанском университете. Казань, 1921, Т. 31, Вып. 2, С. 104.
- Traditiones каролингской эпохи в освещении Допша — Труды Института истории РАНИОН. М., 1926, Т. 1.
- Речь, произнесенная на торжественном заседании Института истории. // Ученые записки. М., 1929, Т. 10, С. 13.
- Хрестоматия по истории средних веков. Пособие для преподавателей средней школы. Под ред. Н. П. Грацианского и С. Д. Сказкина. М., 1938—1939, Т. 1—2.
- Бургундская деревня в X—XII столетиях. М.-Л., 1935.
- Немецкий Drang nach Osten в фашистской историографии. // Против фашистской фальсификации истории. М.-Л., 1939. С. 137.
- Борьба славян и народов Прибалтики с немецкой агрессией в средние века. Пособие для преподавателей. М., 1943.
- Деятельность Константина и Мефодия в Великоморавском княжестве // Вопросы истории. М., 1945. № 1.
- Кенигсберг : Стенограмма публ. лекции д-ра ист. наук Н. П. Грацианского, прочит. 19 сент. 1945 г. в Лекц. зале в Москве. — М.: Всесоюзное лекционное бюро, 1945. — 17 с.
- Из социально экономической истории западноевропейского средневековья. М., 1960.